# Palazzetto dello Sport
Der Palazzetto dello Sport (deutsch Kleiner Sportpalast) ist eine Mehrzweckhalle im Quartier Parioli im Norden der italienischen Hauptstadt Rom. Der Bau wurde zu den Olympischen Sommerspielen 1960 errichtet. Aufgrund der Nähe zur Viale Tiziano ist die Halle auch als PalaTiziano bekannt. Heute liegt die Kapazität bei bis zu 4500 Zuschauern.

## Geschichte
Für den Entwurf waren der Architekt Annibale Vitellozzi und der Bauingenieur Pier Luigi Nervi verantwortlich. Nach dem Baubeginn am 26. Juli 1956 wurde die Halle mit rundem Grundriss und freitragender Kuppel am 15. September 1957 fertiggestellt. Es war die erste Sportstätte, die für die Sommerspiele fertiggestellt wurde. Die Kosten lagen, inklusive der Einrichtung und Sportausstattung, bei 263 Mio. ₤it. Nur wenige hundert Meter südlich liegt das Rugby- und Fußballstadion Stadio Flaminio, für dessen Gestaltung Nervi ebenfalls verantwortlich war. Nordöstlich liegt in der Nähe das Villaggio Olimpico di Roma (deutsch Olympisches Dorf Rom).
Charakteristisch für die Hallenbauten Nervis sind die Kuppeln mit ihren an der Unterseite sichtbaren Rippenkonstruktionen. Die komplette Kuppel des Palazzetto hat einen Außendurchmesser von 78 m bei einer Höhe von der Spielfeldmitte bis zur Spitze von 21 m. Der Durchmesser innen liegt bei 58,5 m. Der Kuppelbau wurde in nur 30 Tagen aus 1620 auf der Baustelle vorgefertigten Stahlbetonelementen von 2,5 cm Wandstärke montiert. Sie überspannt eine Fläche von 4776 m² über einem Raum mit 40.200 m³. Insgesamt wurden 130 t Eisen, davon 55 t für das Dach, sowie insgesamt 960 t Zement verbaut. Die Elemente in der Form flacher Kästen haben einen rundherum leicht überstehenden Rand, der beim Zusammenlegen auf dem Gerüst die Rippen bildet. In den Rippen wurden die Bewehrungen montiert und die Kuppel dann ohne die Notwendigkeit einer aufwendigen Schalung direkt zu einer starren, selbsttragenden Kuppelschale vergossen. Die Last der Kuppel wird über 36 schräggestellte Y-Träger in das ringförmige Fundament aus Spannbeton abgeleitet. Die eigentliche Halle ist von einem Ring aus Nebenräumen umgeben, in der Service- und Lagerräume sowie eine Hausmeisterwohnung untergebracht wurden. Die Halle wird durch eine umlaufende Glasvorhangfassade oberhalb der Tribünen belichtet.
Bei den Olympischen Sommerspielen 1960 wurden im Palazzetto dello Sport die Wettkämpfe im Gewichtheben und, neben dem Palazzo dello Sport, Partien des Basketballturniers ausgetragen. Beim Gewichtheben bot die Sportarena 5600 Sitzplätze und beim Basketball waren es 3500 Sitzplätze. Im Anschluss an die Olympischen Spiele wurde die Halle für die Sommer-Paralympics 1960 genutzt. Am 25. September 1960 fand hier die Schlussfeier statt.
Der Palazzetto dello Sport war u. a. von 2006 bis 2013 und heute wieder die Heimspielstätte des Volleyballvereins M. Roma Volley. Der 2020 aufgelöste Basketballclub Pallacanestro Virtus Roma trug zunächst von 1960 bis 1983 seine Heimpartien im Palazzetto aus. 1983 zog der Club in den größeren Palazzo dello Sport um. Von 2000 bis 2003 wich man, aufgrund von Renovierungsarbeiten am Palazzo, in die alte Spielstätte aus. Nochmals von 2011 bis 2018 war Virtus Roma im kleinen Sportpalast ansässig. 2018 zog der Club zuletzt in den Palazzo um. 2018 wurde der Palazzetto für eine Renovierung geschlossen. Danach verfiel die Halle zunehmend (Unkraut, Plastikflaschen, Müllsäcke, zerstörte Klimaanlagen, Graffiti und zertrümmerte Stühle) und wurde Opfer von Vandalismus. 2019 gab es einen Brand in der Halle. Im Juli 2020 startete die Stadt eine Ausschreibung zur Sanierung für rund 2,6 Mio. Euro. Ende 2022 wurde die Wiedereröffnung im Januar auf September 2023 verschoben. Die genehmigten 3,2 Mio. Euro mussten um 2,1 Mio. Euro aufgestockt werden. Zu diesem Zeitpunkt war der erste Teil der Arbeiten abgeschlossen. Die Halle soll wieder Spielstätte römischer Basketball- und Volleyballclubs werden.
Nach einer über fünf Mio. Euro teuren Renovierung in den 2020er-Jahren und der fünfjährigen Schließung wurde die Halle im Oktober 2023 wiedereröffnet. Zunächst mit reduzierter Zahl von 2500 statt 3500 Sitzplätzen. Seit Februar 2024 bietet sie für Konzerte und Veranstaltungen bis zu 4500 Plätze.

## Galerie

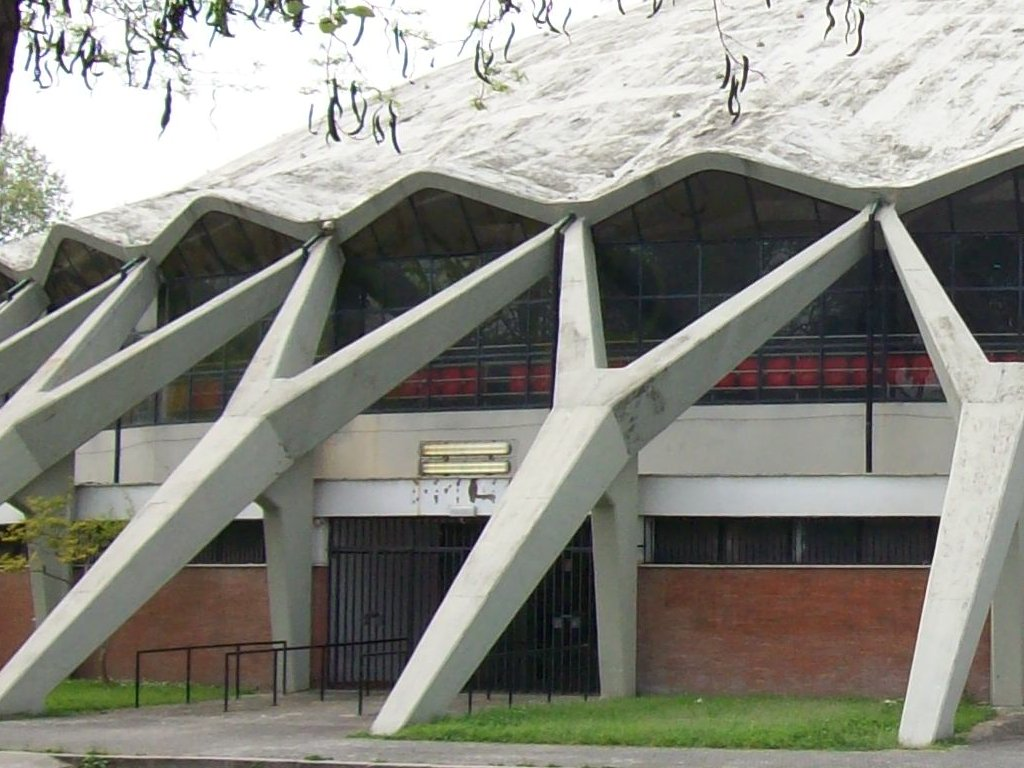
Die schräggestellten Y-Träger (April 2011)
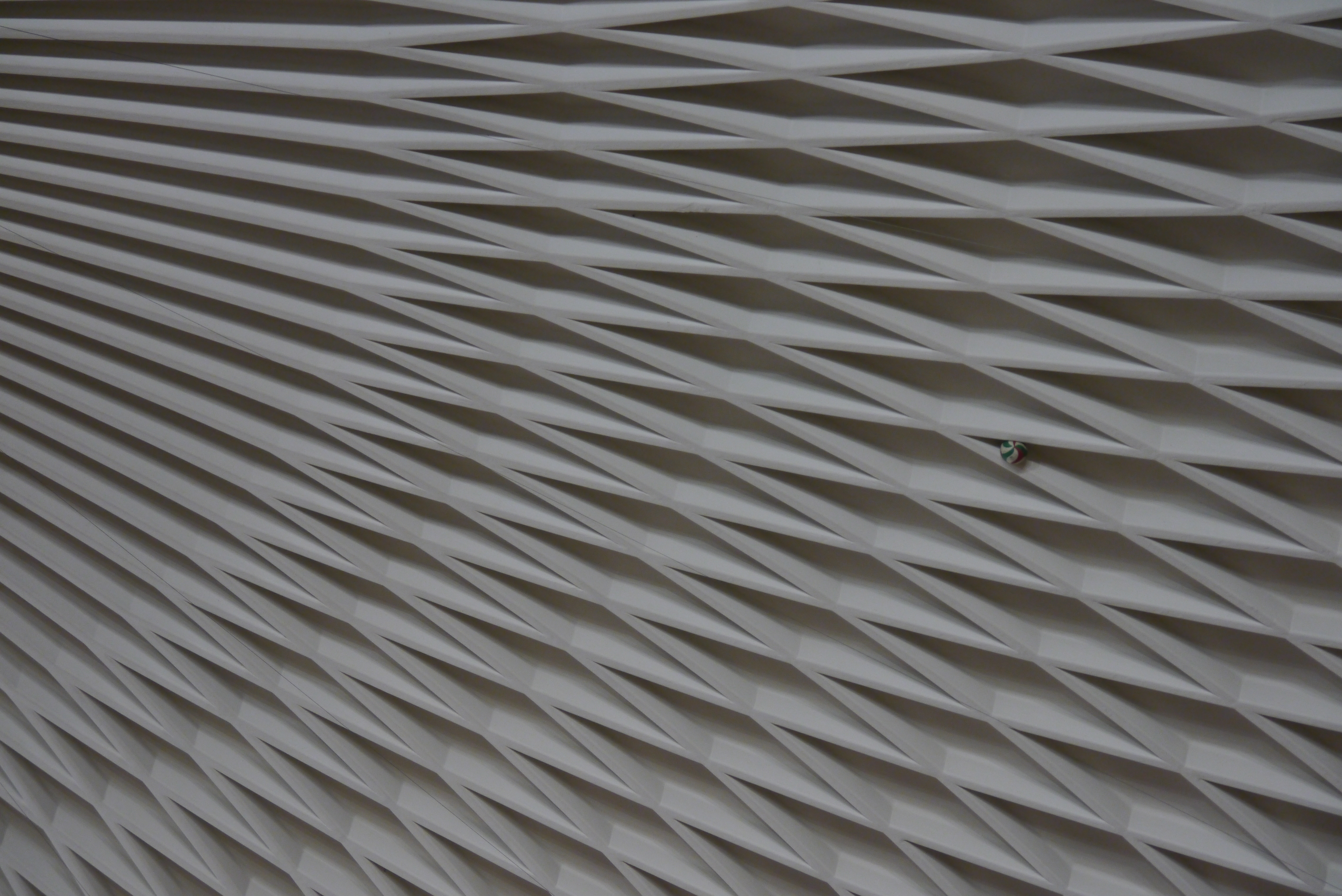
Struktur der Hallendecke (März 2014)